# Ворог мого ворога
Ворог мого ворога (англ. Diplomatic Siege) — американський бойовик 1999 року.

## Сюжет
Американці викрали сербського полковника Войновича з російського посольства в Белграді, щоб судити його в Гаазі. У відповідь серби захоплюють американське посольство в Бухаресті, вбивають посла, беруть у заручники людей і вимагають звільнити Войновича. Але напередодні захоплення в посольство прибули фахівці для того, щоб нейтралізувати атомну бомбу, встановлену під посольством ще за часів холодної війни. Пентагон посилає елітний підрозділ Бака Суейна, але терористи чинять активний опір. До вибуху залишаються лічені хвилини.

## У ролях
| Актор                | Роль                     |
| -------------------- | ------------------------ |
| Пітер Веллер         | Стів Мітчелл             |
| Деріл Ханна          | Еріка Лонг               |
| Том Беренджер        | генерал Бак Суейн        |
| Адріан Пінтеа        | Горан Младов             |
| Уве Оксенкнехт       | полковник Петро Войновіч |
| Джеремі Лелліотт     | Кріс Мітчелл             |
| Ірина Мовіла         | Петра                    |
| Радмар Агана Джао    | сержант Тім Накадзима    |
| Брайон Джеймс        | генерал Стаббс           |
| Френсіс МакКарті     | Паркер                   |
| Стів Істін           | Бейтс                    |
| Дж. Патрік МакКормак | Далтон                   |
| Мірча Бодолан        | посол Геннон             |
| Франсиско Рейес      | Паскаль                  |
| Одрі Рембо           | Ніколь                   |
| Шербан Челя          | полковник Васілевку      |
| Раду Банзару         | Альтшулер                |
| Влад Радеску         | Влад Радеску (голос)     |
| Теодор Данетт        | куратор                  |
| Джелу Ніцу           | начальник поліції        |